# Ryavallen
Ryavallen ist eine Sportanlage in der schwedischen Stadt Borås. Sie diente bis zum Jahr 2004 als Heimspielstätte des schwedischen Fußballvereins IF Elfsborg. Heute wird die Anlage hauptsächlich für Leichtathletikveranstaltungen genutzt.
Das Stadion wurde im Jahr 1941 erbaut. Bei der Fußball-Weltmeisterschaft 1958 in Schweden wurden im Stadion Ryavallen zwei Spiele der Gruppenphase ausgetragen: UdSSR – Österreich (2:0) und Österreich – England (2:2).
Im Jahr 2000 begann die Gemeinde Borås mit dem Bau einer neuen Arena, der Borås Arena. Diese wurde 2005 eingeweiht. Seitdem spielen alle größeren Mannschaften, besonders der IF Elfsborg, in der neuen Arena.

## Fakten
- Die Publikumskapazität liegt bei 19.400 Menschen. Von den Plätzen sind 1.400 überdachte Sitzplätze und 5.000 überdachte Stehplätze.
- Der Zuschauerrekord von 22.654 Menschen wurde beim Spiel IF Elfsborg Borås – IFK Norrköping im Jahr 1961 erreicht.
- Maße des Spielfeldes sind 105 × 65 Meter.